# Ringsted
Ringsted – miasto w Danii w regionie Zelandia (Sjælland). Siedziba gminy Ringsted. 20 188 mieszkańców (2008).
W mieście rozwinął się przemysł spożywczy oraz maszynowy.

## Geografia
Ringsted jest położony na środkowej Zelandii, przy linii kolejowej z Kopenhagi do Korsør, 60 km na południowy zachód od Kopenhagi i 47 km na wschód od Korsør. Ringsted leży dokładnie na środku fragmentu tej linii pomiędzy Roskilde i Slagelse, na południe od jeziora Langesø, nad rzeczką Ringsted Å.

## Historia

### Średniowiecze
Ringsted jest jednym z najstarszych miast Danii i choć pierwsze przywileje otrzymało dopiero w 1441, to już w okresie wikingów było miejscem zwoływania lokalnego zgromadzenia dla Zelandii tzw. tingu. W średniowieczu stało się ośrodkiem władzy królewskiej i miejscem rezydowania królów Danii. Król Danii Swen II Estrydsen założył tutaj kościół, który został ukończony już po jego śmierci w 1082. W 1135 osiedlili się tutaj benedyktyni, a ich klasztor stał się najważniejszym ośrodkiem pątniczym w Danii po kanonizacji Kanuta Lavarda i złożeniu jego relikwii w tutejszym kościele w 1170. Koronacja 7-letniego Kanuta IV w Ringsted w 1170 była pierwszą wzmiankowaną w historii koronacją królewską na ziemiach duńskich. Lokalny kościół św. Benedykta stał się mauzoleum grobowym średniowiecznych królów duńskich. 
W 1345 miasto zostało ograbione przez wojska holsztyńskie. Podczas pożaru spłonęło archiwum miejskie wraz z nadaniami przywilejów. Najstarsze przywileje, jakie się zachowały, pochodzą z XV, XVI i XVII w. W średniowieczu miasto posiadało dwu burmistrzów, po raz pierwszy wzmiankowanych w 1388. W 1387, na lokalnym zgromadzeniu dla Zelandii w Ringsted, obwołano Małgorzatę I królową Danii, podobnie jak w latach następnych jeszcze kilku innych królów Danii.

### Czasy poreformacyjne
Zniesienie klasztorów (okres reformacji), do których przybywały rzesze pielgrzymów, oraz liczne pożary, które wielokrotnie trawiły Ringsted (największe w 1551 i 1590), stały się przyczyną upadku miasta, które w XVII i XVIII w. liczyło jedynie 700 mieszkańców. Miasto poważnie ucierpiało podczas szwedzkiej okupacji w latach 1658–1660. Zrabowano m.in. cenną bibliotekę klasztorną liczącą ok. 26 tys. tomów i wywieziono ją do Szwecji. Do ostatecznego upadku miasta przyczyniły się kolejne pożary w latach 1693, 1717 i 1747, powodując drastyczny spadek liczby mieszkańców. W 1739 zamknięto szkołę łacińską, a od 1805 już nie odbywały się tutaj sejmiki dzielnicowe. W 1806 podczas ponownego pożaru zniszczony został klasztor wraz z kościołem. W 1807 miasto zostało okupowane przez wojska angielskie, a rok później stacjonowały tutaj wojska hiszpańskie. 
Od początku XIX w. liczba ludności zaczęła powoli rosnąć, osiągając 1380 osób w 1850. Od otwarcia połączenia kolejowego z Kopenhagą w 1856 miasto zaczęło się ponownie rozwijać. Powstały tutaj różnorakie zakłady przemysłowe (rzeźnia, cementownia, fabryka drewniaków itd.). W 1901 miasto liczyło ponad 3000 mieszkańców. Od czasów I wojny światowej miasto garnizonowe. W 1943 dokonywano tutaj aktów sabotażu skierowanych przeciwko okupacyjnym wojskom niemieckim. W 1953 liczba mieszkańców wzrosła do 9084.

## Atrakcje turystyczne
- Ratusz z lat 1936–1937, według projektu Steena Eilera
- Muzeum Miasta Ringsted (Ringsted Museum) – lokalne muzeum miejskie
- Muzeum Rolnictwa (Ringsted Landbrugsmuseum) – muzeum zajmujące się badaniem dziejów lokalnego rolnictwa
- Kościół św. Benedykta(inne języki) (Skt Bendt’s Kirke), wzniesiony w 1170 przez Waldemara I na miejscu wcześniejszej świątyni z ok. 1080. Romański z gotyckimi dodatkami i wyposażeniem z epok późniejszych (m.in. renesans). W kościele znajduje się również muzeum kościelne. Świątynia jest mauzoleum średniowiecznych królów i królowych Danii. Zostali w nim pochowani:
  - król Waldemar I Wielki (zm. 1182)
  - jego żona królowa Zofia (zm. 1198)
  - król Kanut IV zwany „VI” (zm. 1202), który w 1170 r. został tutaj koronowany vivente rege
  - król Waldemar Młodszy (zm. 1231; koronowany syn Waldemara II)
  - i jego żona królowa Eleonora portugalska (zm. 1231; brak grobu)
  - król Waldemar II Zwycięski (zm. 1241) i jego żony, królowe:
  - Małgorzata Dagmara (zm. 1212)
  - i Berengaria portugalska (zm. 1221)
  - król Eryk IV Denar od Pługa (zm. 1250)
  - królowa Agnieszka brandenburska (zm. 1304; brak grobu), żona Eryka V
  - król Eryk VI Menved (zm. 1319)
  - i jego żona królowa Ingeborga szwedzka (zm. 1319). Ponadto w kościele zostali pochowani następujący monarchowie szwedzcy:
  - królowa Rycheza duńska(inne języki) (zm. 1220; brak grobu), żona króla Szwecji Eryka X
  - król Szwecji Birger I Magnusson (zm. 1321)
  - i jego żona królowa Małgorzata duńska(inne języki) (zm. 1341).

## Herb Ringsted
Herb miasta jest odzwierciedleniem jego historii. Najstarszy zachowany dokument, na którym jest on przedstawiony pochodzi z 1421. Herb miasta stanowi złota (żółta w praktyce) tarcza, z prawego heraldycznego rogu której wyłania się odziana w niebieską szatę biała dłoń Najwyższego z dwoma wyciągniętymi palcami. Pod nią widnieje złota gwiazda betlejemska. Centralną figurą herbu jest postać NMP w niebieskich sztach z Dzieciątkiem Jezus. NMP zasiada na tronie czerwonego koloru. Otaczają ją postacie: z lewej, w niebieskich szatach i złotej koronie, króla Danii Eryka IV (pochowanego w kościele św. Bendykta w Ringsted), który trzyma w dłoniach czerwoną wazę z kwiatami prosząc NMP o wyniesienie go na ołtarze (do czego nie doszło, mimo toczącego się procesu kanonizacyjnego). Z prawej widzimy postać św. Kanuta Lavarda w niebieskich szatach, którego relikwie były przechowywane w Ringsted, dokąd udawali się z tego powodu liczni pielgrzymi. U dołu widzimy postać klęczącego benedyktyna odzianego na czarno, symbolizującego istniejący do reformacji klasztor benedyktynów w Ringsted. Może być to postać św. Benedykta z Nursji. W takiej postaci herb ten został urzędowo zatwierdzony jako herb miasta Ringsted w 1938. 

## Ludność
grafika wg

## Miasta partnerskie
- Vammala, Finlandia
- Gyöngyös, Węgry
- Skövde, Szwecja
- Halden, Norwegia
- Kutná Hora, Czechy
- Ringsted, Stany Zjednoczone